# Triguico
El triguico, també denominat triguico picao és un plat típic de Villena i de l'Alt Vinalopó en general, similar al blat picat, que es consumeix en algunes comarques del País Valencià. És un dels plats més tradicionals i els seus ingredients apareixen recitats en la Jota de Villena.
El triguico s'elabora amb blat picat, porc, fesols, penques, naps i creïlla. És un plat d'origen àrab, elaborat al principi amb pollastre o corder i al que se li va afegir posteriorment la creïlla per fer-lo més nutritiu. La denominació de triguico picao (és a dir, «picat») es deu al fet que el blat, després d'estar en remull, s'afegeix picat en un morter, on s'hi afegeix una mica de farina per espessir.